# アーバンリサーチ
株式会社アーバンリサーチ（英: URBAN RESEARCH Co., Ltd.）は、大阪府大阪市西区京町堀に本社を置く、衣類・小物類等を販売するセレクトショップを運営するアパレル会社である。

## 概要
創業者の竹村幸造が1974年7月1日、大阪府門真市に創業したジーンズカジュアルショップを起源とし、1989年11月8日に株式会社ジグ三信を設立。
2001年に株式会社アーバンリサーチへと社名変更した。

## 沿革
- 1974年7月1日 - 大阪府門真市にてジーンズカジュアルショップを開業。
- 1989年11月8日 - 株式会社ジグ三信を設立。（三信衣料グループ[1]）
- 1997年 - URBAN RESEARCH 1号店を大阪・アメリカ村[2]に初出店。
- 2001年 - 株式会社アーバンリサーチに社名変更。
- 2013年6月17日 - 東京・池袋にバーチャルフィッティング端末「ウェアラブル クロージング バイ アーバンリサーチ」を設置[3]。
- 2015年 - 2015年1期のEC売上高が100億円を突破[4]。
- 2016年3月11日 - 完全自社運営のファッションサイト「URBS-urban research buyers select-」をオープン[5]。
- 2019年 - 長野県茅野市にキャンプ場『TINY GARDEN』をオープン。
- 2020年 - ファミリーマートと協業した『アーバン・ファミマ!!』を東京・虎ノ門にオープン。
- 2022年 - 人や環境に配慮した循環型ファッションライフスタイルを提案するプラットフォームストア『THE GOODLAND MARKET』を大阪・堀江にオープン。

## ブランド
- URBAN RESEARCH Store
- URBAN RESEARCH
- URBAN RESEARCH DOORS
- URBAN RESEARCH ROSSO
- かぐれ
- KBF
- SENSE OF PLACE by URBAN RESEARCH
- URBAN RESEARCH Sonny Label
- URBAN RESEARCH warehouse
- WORK NOT WORK URBAN RESEARCH
- FREEMANS SPORTING CLUB
- BY MALENE BIRGER
- RODE SKO
- ameme
- SMELLY

## 事業所
- 本社・事業支援本部 - 大阪市西区京町堀1丁目6-4 アーバンリサーチビル 10F
- 事業本部・商品支援部 - 大阪府大阪市西区京町堀1丁目6-4 アーバンリサーチビル 3F
- 東京支社 - 東京都渋谷区千駄ヶ谷3丁目16-5 ダイドー北参道ビル 2F
- プレスルーム - 東京都渋谷区千駄ヶ谷3丁目16-5 ダイドー北参道ビル 3F
- WEB事業部 - 大阪府大阪市西区京町堀1丁目6-4 アーバンリサーチビル 8F
- WEB北堀江スタジオ - 大阪府大阪市西区北堀江2-4-4
- デザインルーム - 大阪府大阪市中央区心斎橋筋1-6-5 4F
- URDC アーバンリサーチディストリビューションセンター
  - URDC 箕面 - 大阪府箕面市船場東3丁目4番17号
  - URDC 鶴見 - 大阪市鶴見横堤5丁目11-9

## 店舗数
| ブランド / ショップ                                          | 店舗数 |
| ------------------------------------------------------------ | ------ |
| URBAN RESEARCH (URBAN RESEARCH iD、decor URBAN RESEARCH含む) | 38     |
| URBAN RESEARCH DOORS                                         | 65     |
| URBAN RESEARCH ROSSO                                         | 16     |
| KBF (KBF+、KBFBOX含む)                                       | 35     |
| かぐれ                                                       | 6      |
| URBAN RESEARCH Store                                         | 8      |
| URBAN RESEARCH Make Store (URBAN RESEARCH TRAVEL&GIFT含む)   | 13     |
| SENSE OF PLACE by URBAN RESEARCH                             | 42     |
| URBAN RESEARCH Sonny Label                                   | 8      |
| RODE SKO URBAN RESEARCH                                      | 1      |
| URBAN RESEARCH warehouse                                     | 27     |
| WORK NOT WORK URBAN RESEARCH                                 | 2      |
| FREEMANS SPORTING CLUB                                       | 2      |
| BY MALENE BIRGER                                             | 1      |

その他、カフェ・レストラン・フラワーショップなども運営 (2017年1月現在)

## 関連会社
- 株式会社台湾アーバンリサーチ
- 株式会社URパートナーズ
- 株式会社ロープロデザイン